# سایبرلینک پاوردایرکتور

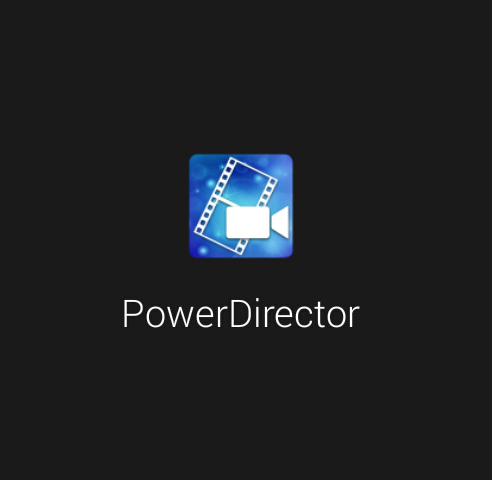
سایبرلینک پاوردایرکتور

سایبرلینک پاوردایرکتور (به انگلیسی: (CyberLink PowerDirector) ،به اختصار پاوردایرکتور (به انگلیسی: PowerDirector)، یک نرم افزار چندسکویی ویرایش ویدئو، محصولی از سایبرلینک می باشد. این نرم افزار یکی از پراستفاده ترین نرم افزار های ویرایش ویدئو پس از ادوبی پریمیر پرو، و از رقبای سرسخت هیت فیلم و واندرشیر فیلمورا می باشد.